# کلارا آسورمندی
کلارا آسورمندی (به اسپانیایی: Clara Azurmendi‎؛ زادهٔ ۴ مهٔ ۱۹۹۸) بدمینتون‌باز زن اهل اسپانیا است.